# Blockunterricht
Blockunterricht ist Unterricht, der nicht – wie üblich – in einzelnen Schulstunden und an einzelnen Schultagen einer Woche, sondern in zusammenhängenden Zeiträumen (Blöcken) von mehreren Tagen bis Wochen erfolgt.
Eingesetzt wird Blockunterricht etwa in der Berufsbildung, als Basis der dualen Berufsbildung mit Zeiten der Anwesenheit im Ausbildungs- (bzw. Lehr-)betrieb und Zeiten der Einschulung, oder in alternativschulischen Konzepten, zunehmend über Schulversuche auch an Regelschulen (Projektunterricht und Blocklehrveranstaltungen, fächerübergreifender Unterricht).
Synonyme: In anderen Lehr-/Bildungssituationen (neben Schulen) wird diese Form der Wissensvermittlung auch mit Blockausbildung, Blockseminar, Blocktraining (überwiegend im Sport) usw. bezeichnet.

## Vor- und Nachteile
Der Lernstoff wird nicht zerrissen, sodass -anders als beim Regelunterricht- nicht die Gefahr besteht, den Faden (Anschluss) zu verlieren. Es können größere und umfangreichere Arbeiten/Projekte, die sich manchmal nicht teilen lassen, (en bloc) durchgeführt werden.
In der Berufsausbildung ist der Ausbildungs- bzw. Lehrbetrieb vom Hemmschuh der Ausbildungspflicht zeitweise für die Dauer des Blockunterrichts befreit und kann seine für die Ausbildung abgestellten Ansprechpartner des Schülers für andere Zwecke einsetzen.
Außerdem können sich die Auszubildenden während des Blockunterrichts komplett auf die Schule und dazwischen komplett auf die Arbeit konzentrieren. Als Nachteil kann gesehen werden, dass der Ausbildungsbetrieb den Kontakt zu seinem Auszubildenden verlieren kann. Auch sieht der Ausbilder im Betrieb nicht, auf welchem Kenntnisstand der Auszubildende derzeit ist.
Vor- und Nachteile als Ergebnis einer Schülerbefragung (Nordrhein-Westfalen, 1973):
| Vorteile: 1. Man kann konzentrierter lernen 2. Der Unterricht ist intensiver 3. Umfangreiche Themen können besser erarbeitet werden 4. Es kann mehr Unterrichtsstoff durchgenommen werden 5. Es können auch Randgebiete durchgenommen werden | Nachteile: 1. Während der blockfreien Zeit wird viel vergessen 2. Es wird zu viel Unterrichtsstoff durchgenommen und zu wenig wiederholt 3. Die Fahrtkosten sind zu hoch 4. Wenn man krank ist, versäumt man viel |